# Tratamento mecânico biológico

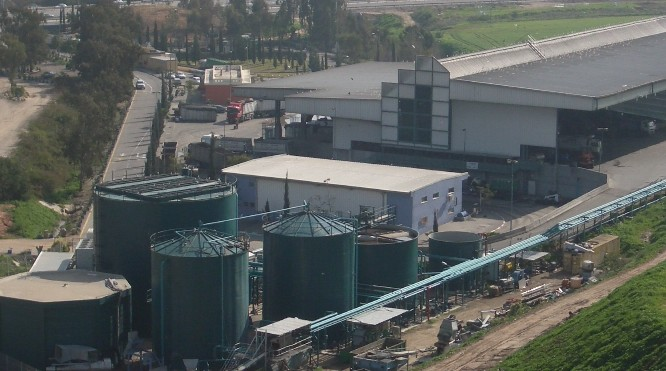
Digestores anaeróbios para tratamento Biológico Mecânico em Tel-Aviv, Israel.

O sistema de Tratamento Mecânico Biológico (TMB) é um método de tratamento de resíduos que combina processos de triagem com tratamento biológico, tais como compostagem ou digestão anaeróbica. As instalações de TMB são projetadas para processar diversos tipos de resíduos domésticos, assim como resíduos comerciais e industriais.

## O Processo
Os termos “Tratamento Mecânico Biológico” ou “Pre-tratamento Mecânico Biológico” referem-se a um grupo de sistemas de tratamento de resíduos sólidos. Estes sistemas permitem a recuperação de materiais contidos no interior e à estabilização de componentes de materiais biodegradáveis.
Os componentes de triagem das instalações lembram uma indústria de recuperação de materiais. Este componente é configurado tanto para recuperação de elementos individuais dos resíduos ou produção de resíduos derivados que podem ser utilizados para geração de energia.
Os componentes que podem ser recuperados são:
- Metais
- Plasticos
- Vidros

## Terminologia
TMB às vezes também é chamado de TBM – Tratamento Biológico Mecânico – no entanto isto se refere simplesmente à ordem de processamento, ou seja, a fase biológica do tratamento precede a triagem mecânica. TMB não deve ser confundido com TMT - Tratamento Mecânico Térmico – que não inclui qualquer tipo de degradação biológica ou estabilização.

## Triagem Mecânica
O elemento mecânico é geralmente uma fase de triagem mecânica automática. Esta fase remove elementos recicláveis de uma variedade de resíduos (como mateais, plásticos, vidros e papel) ou os processa. Isto tipicamente envolve tipos de fábricas com transposrtadores, imãs industriais, separadores para materiais não-ferrosos, granuladores, retalhadores e outros sistemas feitos à medida, ou a triagem é feita à mão. O elemento mecânico tem uma série de semelhanças com instalações de recuperação de materiais (IRM).
Alguns sistemas integram uma IRM molhada para recuperar e lavar os elementos recicláveis dos resíduos de forma que possam ser encaminhados para reciclagem. O TMB pode alternativamente processar os resíduos para produzir um combustível altamente calorífico, que é chamado de Combustível Derivado de Resíduos (CDR). O CDR pode ser utilizado em fornos de cimento ou indústrias de energia e é geralmente produzido a partir de plásticos e resíduos orgânicos biodegradáveis. Sistemas que são configurados para produzir CDR incluem os processos Herhof e Ecodeco. É um erro comum pensar que todos os processos TMB produzem CDR. Este não é o caso e depende estritamente da configuração do sistema e da adequação do mercado local para os produtos/saídas do TMB.

## Processamento Biológico
O elemento biológico se refere a:
- Digestão anaeróbica
- Compostagem
- Biosecagem

A digestão anaeróbica decompõe os componentes biodegradáveis dos resíduos para produzir biogás e adubo. O biogás pode ser utilizado para gerar eletricidade e calor.
Biológico pode se referir a uma fase de compostagem. Aqui o componente orgânico é tratado com microorganismos aeróbicos. Eles decompõem os resíduos em dióxido de carbono e compostagem. Não existe qualquer energia verde produzida pelos sistemas que empregam apenas tratamento de compostagem para os resíduos biodegradáveis.
No caso da biosecagem, o material residual sofre um período de rápido aquecimento através da ação de microorganismos aeróbicos. Durante esta fase de compostagem parcial o calor gerado pelos microorganismos resulta em uma rápida secagem dos resíduos. Estes sistemas são muitas vezes configurados para produzir CDR, resultando um material seco e leve, mais vantajoso para posterior combustão em transportes.
Alguns sistemas incorporam tanto a digestão anaeróbica quanto a compostagem. Isto pode assumir a forma de uma fase de digestão anaeróbica completa, seguida pela maturação (compostagem) do material sólido resultante.
Alternativamente, uma fase de digestão anaeróbica parcial pode ser induzida a água que é percolada através de resíduos de matéria-prima, dissolvendo os açúcares existentes, com o material restante sendo enviado para uma leira de compostagem.
Processando os resíduos biodegradáveis através de digestão anaeróbica ou de compostagem, as tecnologias de TMB contribuem para a redução de gases responsáveis pelo aquecimento global.
Resíduos utilizáveis para este sistema:
- Resíduo sólido municipal
- Lodos

Produtos deste sistema:
- Materiais recicláveis como metais, papel, plásticos, vidros, etc.
- Fertilizantes orgânicos (coleta separada de resíduos orgânicos)
- Materiais inutilizáveis preparados para disposição final inofensiva (compactação > 1.3 t/m³)
- Créditos de carbono – receitas suplementares
- Fração altamente calorífica (Combustível Derivado de Resíduos – CDR) – receitas suplementares

Vantagens adicionais:
- O resíduo final depositado é inerte
- Redução do volume do resíduo depositado pelo menos na metade (densidade > 1.3 t/m³), deste modo o tempo de vida do aterro é pelo menos duas vezes maior que o usual.
- Utilização dos lixiviados no processo
- Não atrai a presença de animais como pássaros, cachorros, roedores, ratos ao local.
- Como não há biogás, não necessita de recursos adicionais para sua coleta e combustão
- Não é necessária cobertura diária
- Tempo de tratamento de 3 a 5 anos

## Sugestões de aplicação
O sistema de TMB pode formar uma parte integral da infra-estrutura de tratamento de resíduos de uma região. Estes sistemas são tipicamente integrados com os esquemas de coleta periféricos. No caso da produção de Combustível Derivado de Resíduos como um sub-produto torna-se necessária a instalação de combustão.
Alternativamente as soluções de TMB podem diminuir a necessidade de separação inicial e coleta periférica de elementos recicláveis do resíduo. Isto dá às autoridades e conselhos locais a capacidade de reduzir o uso de veículos de coleta nas ruas e manter altas taxas de reciclagem dos resíduos.

## Opinião dos grupos ambientais
A organização “Friends of the Earth” sugere que a maneira mais adequada de se tratar com resíduos é primeiro remover os elementos recicláveis (como metais, plásticos e papel). A pequena quantidade de resíduo restante deveria ir para compostagem ou ser digerida anaerobicamente, e o restante deveria ser eliminado por incineração ou – como opção menos favorável – disposta em aterros. As estruturas de TMB que estão de acordo com estas declarações poderiam, assim, desempenhar um papel crescente na gestão ambiental dos mais variados resíduos.

### Referencias bibliográficas
- GTZ (2003): Projeto setorial - Promoção do tratamento mecânico-biológico de resíduos